# 超级街头霸王II X 绝世高人
《超级街头霸王II X 絕世高人》是一款由卡普空公司制作和发行的格斗类游戏。游戏最初于1994年3月在投币式街机发行。后移植至多个游戏平台，包括世嘉土星和PlayStation。本作为街头霸王II系列中第五個版本，又稱17人版。
本作更新自《超级街头霸王II 新的挑战者》，游戏中的场景和人物都有所美化。經典人物豪鬼首度於本作登場，每名人物更新增了需要儲氣才能發動的超必殺技。
本作於多年後仍有推出不同的重繪更新版本，例如Hyper Street Fighter II -The Anniversary Edition- (PlayStation 2, 2004)、Super Street Fighter II Turbo -HD Remix- (PSN, 2008)和Ultra Street Fighter II -The Final Challengers- (任天堂Switch, 2017)。
由於完成度極高，深受玩家歡迎，直到2010年代本作於世界各地仍持續進行公開比賽。